# Liste der Baudenkmale in Ebstorf
In der Liste der Baudenkmale in Ebstorf sind alle Baudenkmale der niedersächsischen Gemeinde Ebstorf aufgelistet.  Die Quelle der IDs und der Beschreibungen ist der Denkmalatlas Niedersachsen. Der Stand der Liste ist der 7. November 2021.

## Ebstorf

### Gruppen baulicher Anlagen in Ebstorf
| Lage                                                                         | Bezeichnung | Beschreibung | ID       | Bild |
| ---------------------------------------------------------------------------- | --- | --- | -------- | ---- |
| Bahnhofstraße 37, 39, 68 53° 1′ 29″ N, 10° 25′ 13″ O                         | Betriebs- und Wohngebäude der Vereinigten Saatzuchten Ebstorf                                                                                            | Gruppe aus Betriebs-, Lager- und Wohngebäuden der Vereinigten Saatzuchten Ebstorf in Sichtbackstein, nordöstlich des Bahnhofs-Empfangsgebäudes beiderseits der Bahnhofstraße. Repräsentativ gestaltete Gebäudeteile mit Wohn- und Büronutzung. | 31079760 |      |
| Domänenplatz 1, 2, 3, 5, 7, Lüneburger Straße 28 53° 1′ 51″ N, 10° 24′ 57″ O | Gebäudegrupp des ehemaligen Amtshofes und ehemaligem Forsthaus                                                                                           | Gebäude des ehemaligen Domänenhofes, welcher nach der Reformation 1528 aus dem vormaligen Klostervorwerk hervorging, gruppiert um den annähernd rechteckigen Domänenplatz. Auf den neu eingeteilten ehemaligen Domänenhöfen mit einem Gebäudebestand des 16. bis 18. Jahrhunderts wurden 1935/36 von der „Reichsumsiedlungsgesellschaft“ neue Bauernstellen für zwangsweise umgesiedelte Landwirte eingerichtet. | 31079770 | BW   |
| Kirchplatz 2, 4, 8, 12, 13, 14 53° 1′ 50″ N, 10° 24′ 47″ O                   | Gebäudegruppe des Klosters mit Garten und Mauer, Hof mit Pflasterung, Baumbestand, ehemaligen Schulhaus, ehemaligem Kantorenhaus, Kirchplatz mit Denkmal | Kloster Ebstorf wurde um 1160 als Prämonstratenserkloster gegründet, um 1190 mit Benediktinerinnen neu besetzt. 1469 Klosterreform nach den Regeln von Bursfelde. 1527 Reformation im Fürstentum (Celle-)Lüneburg, 1565 im Kloster Ebstorf endgültig durchgesetzt, seitdem evangelisches Frauenkloster. Der Kernbereich des Ebstorfer Klosterbezirks umfasst außer der Klosterkirche und nördlich davon den Klostergebäuden im Südosten den öffentlichen Kirchplatz mit umgebenden Gebäuden (Schule und Küsterei), das Kriegerdenkmal auf dem Platz selbst und den übrigen Klosterbereich: westlich angrenzend an den Kirchplatz das Torhaus, westlich davon den mit einer Mauer abgeschlossenen Klostergarten und schließlich unmittelbar nördlich des Klosters das ehemalige Brauhaus und ein dem Kloster zugehöriges Wohnhaus. | 31079780 |      |

### Einzeldenkmal in Ebstorf
| Lage                                             | Bezeichnung                    | Beschreibung | ID       | Bild |
| ------------------------------------------------ | ------------------------------ | --- | -------- | ---- |
| Bahnhofstraße 1 53° 1′ 50″ N, 10° 25′ 3″ O       | Wohnhaus                       | Eingeschossiges, zur Bahnhofstraße giebelständiges Fachwerkhaus mit Backsteinausfachung unter ziegelgedecktem Halbwalmdach. Traufseitige, mittige Erschließung auf der Nordseite. Symmetrische Fassadengestaltung. Bauzeitliche Schleppgaube in der südlichen Dachfläche. 1835(i). | 31086743 | BW   |
| Bahnhofstraße 36 53° 1′ 29″ N, 10° 25′ 15″ O     | Wohnhaus                       | Zweigeschossiger Sichtbacksteinbau mit hohem Naturstein-Kellersockel auf quadratischem Grundriss unter ziegelgedecktem Pyramidendach. Je eine Satteldachgaube in jeder Dachfläche. Dreieckig hervortretende Ausluchten jeweils mittig an der West- und Südfassade. Eingeschossiger Eingangs-Vorbau an der Nordseite mit dreieckigen Fenstern. Geschossgesims in Backstein-Ziersetzung. Obergeschoss niedriger als Erdgeschoss. Vertreter des „Backsteinexpressionismus“, um 1925. | 31086760 | BW   |
| Bahnhofstraße 49 53° 1′ 7″ N, 10° 25′ 12″ O      | Wohnhaus                       | Traufständiger eingeschossiger Backsteinbau unter Satteldach in gedämpfter Hohlpfannendeckung. Der südliche Teil Wohnhaus mit Mittelrisalit, Frontispiz und zweigeschossigem polygonalen Erker am Südgiebel. Nördlich ein zweiflügeliges Einfahrtstor unter Rundbogen aus Backstein, folgend ein Lager- bzw. Darrgebäude unter Halbwalmdach, ebenfalls in gedämpfter Hohlpfannendeckung mit mittiger Querdurchfahrt unter Zwerchhäusern. Architekt: Wendhut und Wolff, Uelzen. Um 1915. | 31086777 | BW   |
| Bahnhofstraße 51 53° 1′ 5″ N, 10° 25′ 10″ O      | Wohnhaus                       | Eingeschossiges Backsteingebäude unter ziegelgedecktem Walmdach, bestehend aus einem östlichen, hervortretenden Bürogebäude und einem westlich anschließenden, untergeordneten Wirtschaftstrakt. Östlicher Teil mit breitem, dreiachsigen Mittelrisalit mit segmentbogigem Giebel an der Südfassade. | 31086798 |      |
| Bahnhofstraße 68 53° 1′ 5″ N, 10° 25′ 12″ O      | Wohnhaus                       | Doppelwohnhaus. Eingeschossiger Sichtbacksteinbau unter ziegelgedecktem Mansarddach. An den straßenseitigen Gebäudeecken je ein polygonaler Erker. | 31086817 | BW   |
| Brüggerfeld 23 53° 1′ 2″ N, 10° 25′ 1″ O         | Bahnhofempfangsgebäude         | Anderthalbgeschossiger Ziegelbau unter Satteldach mit quergestelltem zweieinhalbgeschossigem Mittelbau. Erbaut 1896. | 31086836 |      |
| Celler Straße 10 53° 1′ 38″ N, 10° 24′ 44″ O     | Wohnhaus                       | Freistehendes eingeschossiges Wohnhaus mit Drempel in Zierfachwerk über einem teilweise verputzten, massiven Erdgeschoss unter Krüppelwalmdächern bauzeitlich in Doppelmuldenfalzsteindeckung(?). Um 1910. Wintergarten auf Altan. Um 1920. | 31086853 | BW   |
| Domänenplatz 1 53° 1′ 52″ N, 10° 24′ 56″ O       | Scheune                        | Giebelständiger, eingeschossiger Fachwerkbau mit Backsteinausfachungen, teilweise in Ziersetzung, von über 60 Metern Länge unter Satteldach in Hohlpfannendeckung. Ältester datierter Vierständerbau im Landkreis. 1576(i), Umbau 1936. | 31086888 |      |
| Domänenplatz 2 53° 1′ 50″ N, 10° 24′ 53″ O       | Wohnhaus                       | Langer, zweigeschossiger Fachwerkspeicher in Stockwerkszimmerung mit Backsteinausfachung auf Backsteinsockel unter hohlpfannengedecktem Satteldach. Lateinische Inschrift an der Schwelle des Obergeschosses, mit Datierung „AD 1622“. Obergeschoss leicht auskragend. Zwerchgaube mit Ladeluke und Aufzug-Ausleger in der nördlichen Dachfläche. Aufzug mit Haspelrad im Dachgeschoss. Mehrere Schleppgauben in beiden Dachflächen. | 31086906 |      |
| Domänenplatz 5 53° 1′ 54″ N, 10° 24′ 51″ O       | Wohnhaus                       | Freistehender zweigeschossiger traufständiger Backsteinbau auf verputztem Sockel unter hohlpfannengedecktem Walmdach. Symmetrische Fassadengestaltung von neun Achsen, die beiderseits der Mittelachse jeweils paarweise angeordnet sind. Vermutlich ursprünglich nicht backsteinsichtig. Zentrales Eingangsportal mit architektonischer Rahmung mit korbbogigem Abschluss, zweiflügeliger Eingangstür mit Oberlicht und vorgelegter, zweiläufiger Freitreppe. An der Nordseite zwei Anbauten über zwei Geschosse unter Pultdach. Eingeschossiger Anbau aus Fachwerk auf hohem Hausteinsockel unter Satteldach in Ziegelpfannendeckung als Verbindungsbau zur nördlichen Stallscheune. | 31086944 |      |
| Domänenplatz 7 53° 1′ 53″ N, 10° 24′ 49″ O       | Wohnhaus                       | Freistehendes, zweigeschossiges Gebäude mit massivem Erdgeschoss in Quaderputz und Fachwerkobergeschoss unter hohlpfannengedecktem Halbwalmdach. Zwei traufseitige Eingänge mit Putzrahmungen und vorgelegten Stufen. Unterschiedliche historische Fenster erhalten. Ehemaliges Amtsgericht und Gefängnis, später Polizeiwache. | 31086962 | BW   |
| Fischerstraße 1 53° 1′ 52″ N, 10° 25′ 4″ O       | Landbauschule                  | Zweigeschossiger traufständiger Sichtbacksteinbau auf hohem Kellersockel mit Mittelrisalit unter hohlpfannengedecktem Walmdach. Fassadengliederung durch Lisenen und Geschossgesims. Hohe stichbogige Fensteröffnungen. Im Nordosten ein rechtwinklig angeschlossener Anbau unter Walmdach mit hofseitig weiter heruntergezogener Traufe. | 31086982 |      |
| Fischerstraße 1 53° 1′ 52″ N, 10° 25′ 4″ O       | Gefallenendenkmal              | Zwei Denkmale für die in den beiden Weltkriegen gefallenen Schüler und ehemaligen Schüler der „Georgsanstalt“, jeweils gestiftet von der Vereinigung alter Ebstorfer Ackerbauschüler. Südöstlich des Schulgebäudes ein aufrechter Findling mit eingraviertem Eisernen Kreuz, den Jahreszahlen „1914-1918“ sowie der Abkürzung „VAE“, umgeben von einer Natursteinmauer auf segmentbogigem Grundriss mit 6 Steintafeln mit den Namen der Gefallenen des 1. Weltkrieges. Westlich des Schulgebäudes an der Lüneburger Straße ein liegender Findling mit eingraviertem Kreuz, den Jahreszahlen „1939 1945“ sowie der Abkürzung „VAE“. | 31086652 | BW   |
| Hauptstraße 44 53° 1′ 45″ N, 10° 24′ 37″ O       | Wohnhaus, ehemalige Schmiede   | Traufständiger eingeschossiger Fachwerkbau auf Feldstein- und Backsteinsockel unter hohlpfannengedecktem Halbwalmdach. Außermittiges, dreiachsiges Zwerchhaus an der Straßenseite. Zweiflügelige Eingangstür mit Oberlicht und vorgelegten Stufen. | 31087034 | BW   |
| Kirchplatz 1 - 3 53° 1′ 47″ N, 10° 24′ 44″ O     | Schule                         | Zwei durch einen kleinen Zwischenbau miteinander verbundene, eingeschossige, traufständige Fachwerkgebäude mit Backsteinausfachung, jeweils auf Feldsteinsockel und unter ziegelgedecktem Halbwalmdach. | 31087200 | BW   |
| Kirchplatz 4 53° 1′ 47″ N, 10° 24′ 44″ O         | Kantorenhaus, Küsterei         | Eingeschossiges traufständiges Fachwerkgebäude mit Backsteinausfachung unter ziegelgedecktem Halbwalmdach. | 31087090 | BW   |
| Kirchplatz 6 53° 1′ 48″ N, 10° 24′ 43″ O         | Torhaus                        | Eingeschossiger Sichtbacksteinbau mit Tordurchfahrt unter hohlpfannengedecktem Satteldach mit einseitigem Halbwalm im Süden. An der Südostecke in südliche Richtung anschließende, zeitgleich errichtete Mauer, die den Klostergarten an dessen Ost- und Südseite begrenzt. Zierverband mit glasierten Backsteinen. Wohl Ende des 15. Jahrhunderts (1485?) errichtet. An der Ostfassade nachträglich angebrachtes Relief mit inschriftlicher Datierung „1595“. | 31087146 | BW   |
| Kirchplatz 10 53° 1′ 50″ N, 10° 24′ 45″ O        | Klostergebäude                 | Nördlich an die Klosterkirche anschließend und mit dieser baulich verbunden. Zwei- bis dreigeschossige Anlage der 2. H. des 14. und des 15. Jhs., vollendet unter Propst Matthias von dem Knesebeck (1464-1493). Im Westflügel noch Teile des Vorgängerbaus aus dem frühen 13. Jh. erhalten. Kern der vierflügelige Kreuzgang mit Maßwerkfenstern zum Hof, der südliche Flügel in das Mittelschiff der Kirche eingebaut, drei Flügel kreuzrippengewölbt, der Nordflügel im Barock mit Tonnengewölbe versehen. Im Kreuzganghof Konventsfriedhof, belegt seit dem Mittelalter, mit zahlreiche Grabdenkmälern seit dem 17. Jh. Die umliegenden Klostergebäude bereits im Barock und zuletzt in den 1980er Jahren umgebaut. Vom Ostflügel aus eine Empore nördlich des Chors der Klosterkirche zugänglich, dort in der Ecke auch zusätzlicher Eingang. Nordflügel („Langes Schlafhaus“) weit nach Westen überstehend, in mehreren Bauperioden bis zum späten 15. Jh. entstanden, nahm außer dem Dormitorium u. a. das Refektorium auf. Von dort nach Norden ein kurzer Flügel, weiter westlich zum Hof nach Süden der Haupteingang des Klosters und ganz im Westen schräg nach Süden als Anbau das Herrenhaus (1486). | 31087051 | BW   |
| Kirchplatz 10 53° 1′ 49″ N, 10° 24′ 45″ O        | Klosterkirche                  | Zweischiffige Stufenhalle von vier Jochen mit eingezogenem Chor, erbaut in der 2. Hälfte des 14. Jhs. (Dachstuhl des Langhauses dendrochronologisch um 1385 datiert, der des Chors um 1396). Backsteinbau mit Strebepfeilern und dreibahnigen Spitzbogenfensternunter hohem einheitlichen Dach, westlich vorgesetzt der Glockenturm des 15. Jhs unter Pyramidendach. Fünf kreuzrippengewölbte Joche, südliches Seitenschiff schmaler und niedriger, und Chor von zwei Jochen mit 5/10-Schluss. In die vier ersten Joche des Mittelschiffs nördlich der Südflügel des Kreuzgangs integriert, südlich daneben zweischiffige Halle von sieben Jochen, über beidem gemeinsam die Nonnenempore (1474 mit neuer Schranke versehen). | 31087414 | BW   |
| Kirchplatz 10 53° 1′ 51″ N, 10° 24′ 43″ O        | Brauhaus                       | Freistehender, zweigeschossiger Sichtbacksteinbau unter ziegelgedecktem Satteldach mit einseitigem Halbwalm im Norden. Wohl spätmittelalterlich. | 31087164 | BW   |
| Kirchplatz 12 53° 1′ 51″ N, 10° 24′ 44″ O        | ehem. Haus des Klosterknechtes | Eingeschossiges, traufständiges, langgestrecktes Fachwerkgebäude mit Backsteinausfachung auf Backsteinsockel unter hohlpfannengedecktem Satteldach. Auf der Südseite mittig ein quergerichteter Anbau unter Walmdach. Um 1800. | 31087182 | BW   |
| Lüneburger Straße 17 53° 1′ 49″ N, 10° 24′ 57″ O | Wohnhaus                       | Anderthalb- bis zweigeschossiges freistehendes Fachwerkgebäude unter hohlpfannengedeckten Krüppelwalmdächern mit unterschiedlichen Firstrichtungen. Gefache im Ober- bzw. Drempelgeschoss verputzt, im Erdgeschoss in Sichtbackstein. Um 1910. | 31087255 | BW   |
| Lüneburger Straße 19 53° 1′ 50″ N, 10° 25′ 0″ O  | Wohnhaus                       | Ein- bis zweigeschossiges Fachwerkgebäude auf hohem Feldstein- und Backsteinsockel unter hohlpfannengedecktem Sattel- bzw. Krüppelwalmdach. Ehemals Haupthaus eines freien, kanzleisässigen Hofes. Im Kern wohl 1669 (i), Aufstockung des westlichen Teils und Umbau Anfang des 19. Jahrhunderts. Symmetrische Westfassade traufständig zur Straße; zentraler Eingang mit geradläufiger Freitreppe, zweiflügeliger Haustür und Oberlicht. | 31087272 | BW   |
| Lüneburger Straße 28 53° 1′ 50″ N, 10° 24′ 56″ O | Wohnhaus                       | Zweigeschossiger Fachwerkbau mit geschlämmten Backsteinausfachungen unter Walmdach in Hohlfalzziegeldeckung. West- und Südfassade mit Schieferbehang. 1835(i) als Wohnhaus für den Ersten Beamten errichtet, ab 1859 Dienstwohnung des Amtsrichters, ab 1879 des Oberförsters bzw. Forstmeisters. | 31087289 | BW   |
| Lüneburger Straße 34 53° 1′ 55″ N, 10° 25′ 1″ O  | Forsthaus                      | Freistehender Fachwerkbau auf Feldsteinsockel unter hohlpfannengedecktem Halbwalmdach im historisierenden konservativen Fachwerkstil. Verandavorbau auf der Ostseite, bauzeitlicher Wirtschaftsflügel im Nordwesten. Inschrift am nördlichen Giebelrähm, mit Datierung „1937“. | 31087307 | BW   |
| Uelzener Straße 5 53° 1′ 40″ N, 10° 25′ 3″ O     | Wohnhaus                       | Traufständiger zweigeschossiger geschlämmter Backsteinbau auf hohem Sockel unter ziegelgedecktem Walmdach. Symmetrische Fassade von sieben Achsen mit zentralem Eingang. Gliederung durch Ecklisenen und breites Geschossgesims mit Dreiecksfries. Geradläufige Freitreppe mit massiver seitlicher Einfassung. Zweiflügelige Haustür mit Oberlicht und segmentbogigem Vordach. | 31087324 | BW   |
| Uelzener Straße 7 53° 1′ 41″ N, 10° 24′ 57″ O    | Wohnhaus                       | Freistehendes anderthalbgeschossiges Gebäude mit Fachwerkober- bzw. Drempelgeschoß. Erdgeschoss massiv in Sichtbackstein. Ziegelgedeckte Krüppelwalmdächer mit unterschiedlichen Firstrichtungen und großen Dachüberständen, giebelseitig mit Freigespärren. Turmartiges Zwerchhaus mit Pyramidendach in der südlichen Dachfläche. Um 1905. | 31087341 | BW   |
| Westerholz 1 53° 0′ 41″ N, 10° 25′ 24″ O         | Tagungsstätte                  | Großes historisierendes Fachwerkgebäude unter ziegelgedecktem Satteldach. Stockwerksweise auskragender Giebel. Bereits bauzeitlich ausgebautes Dachgeschoss. Erbaut 1937–1939 als „Waldarbeiterschulungslager“, später Lazarett und Krankenhaus. | 31087236 | BW   |
| Verladestraße 1 53° 0′ 57″ N, 10° 24′ 32″ O      | Wohnhaus                       | Freistehendes anderthalbgeschossiges Doppelwohnhaus in Sichtbacksteinmauerwerk mit weißen Putzfeldern unter Satteldach in Ziegelpfannendeckung. Am Giebel schmaler Gebäudeteil in gleicher Gestaltung mit niedrigerem First, ursprünglich Stall. Zurückgesetzte Eingänge mit zweiflügeligen Eingangstüren und Oberlicht, davor aus der Dachfläche herabgezogene Vordächer. 1929. | 31087376 | BW   |

### Ehem Baudenkmal in Ebstorf
| Lage                                            | Bezeichnung         | Beschreibung         | ID | Bild |
| ----------------------------------------------- | ------------------- | -------------------- | -- | ---- |
| Hauptstraße 1 53° 1′ 43″ N, 10° 25′ 5″ O        | Wohnhaus            |                      |    | BW   |
| Hauptstraße 14 53° 1′ 43″ N, 10° 24′ 57″ O      | Wohnhaus            |                      |    | BW   |
| Landeskrankenhaus 5 53° 0′ 42″ N, 10° 25′ 26″ O | Ehemaliges Jagdhaus |                      |    | BW   |
| Uelzener Straße 14 53° 1′ 40″ N, 10° 24′ 57″ O  | Wohnhaus            | Existiert nicht mehr |    | BW   |

## Altenebstorf

### Einzeldenkmal in Altenebstorf
| Lage                                        | Bezeichnung                            | Beschreibung | ID       | Bild |
| ------------------------------------------- | -------------------------------------- | --- | -------- | ---- |
| Alter Kirchweg 5 53° 1′ 3″ N, 10° 23′ 58″ O | Wohn- und Wirtschaftsgebäude, Speicher | Eingeschossiger traufständiger Sichtbacksteinbau auf verputztem Sockel unter Satteldach in Hohlpfannendeckung. Dreiachsiger Mittelrisalit. Alle Giebel mit First- und Schulterstaffeln. Gliederung durch Lisenen und Ziergesimse. Symmetrische Ostfassade mit mittigem Eingang. Zweiflügelige Hauseingangstür mit Oberlicht und geradläufiger Freitreppe. Quergestellter Wohnteil eines Wohn-/Wirtschaftsgebäudes. 1885(i). | 31086671 | BW   |

### Ehem Baudenkmal in Altenebstorf
| Lage                                   | Bezeichnung                  | Beschreibung | ID | Bild |
| -------------------------------------- | ---------------------------- | ------------ | -- | ---- |
| Dorfstraße 9 53° 1′ 9″ N, 10° 24′ 0″ O | Scheune                      |              |    | BW   |
| Im Winkel 4 53° 1′ 9″ N, 10° 23′ 52″ O | Wohn- und Wirtschaftsgebäude |              |    | BW   |